# World's End Club
《World's End Club》是由Tookyo Games和Grounding共同开发，IzanagiGames发行的动作冒险游戏。于2020年9月4日开始在Apple Arcade提供下载。2021年5月27日在Nintendo Switch平台發行。

## 简介
这是由《弹丸论破系列》的小高和刚以及创作了《infinity系列》和《极限脱出系列》的打越钢太郎共同创作的作品。主要开发由小高领导的Tookyo Games负责，小高担任创意总监，打越则兼任编剧和导演。同时，曾与打越一同创作过《infinity》系列的中泽工也加入作为导演。插画师竹负责角色设计。
最初的标题是《Death March Club》，但在2020年9月3日Apple Arcade版发布前一天发布的预告视频中宣布了游戏标题的更改。最初宣布为小学生们进行“命运游戏”的内容，并宣称为“12岁的12场命运游戏”，但这些要素仅在故事的开头部分出现，之后剧情发展转向小学生们的冒险故事。

## 游戏系统
本作结合了冒险游戏和横版闯关游戏的元素。游戏分为以下三个阶段：
STORY阶段
冒险部分。通过角色对话和事件推动故事进展。当干劲十足社团的意见产生分歧时，您将选择支持哪一方的意见，从而导致后续阶段的分支。然而，在最终阶段之前，无论选择哪条路径，最终都会汇聚在一起。
ACT阶段
玩家将通过跳跃和独特的“伙伴技能”在横版闯关的阶段中前进。基本上玩家将操作主人公 “雷乔”，但根据情况可切换操作角色，并且可用的伙伴技能也会改变。受到敌人的攻击或陷阱造成任何伤害都会立即导致游戏结束，并从检查点重新开始。同行的伙伴也会有描写，但他们不会受到敌人的攻击。某些阶段会有Boss存在。
难度可从普通和简单中选择。选择简单难度会降低敌人的攻击频率和体力值。故事情节不会有变化。
CAMP阶段
在营地与伙伴们交谈的部分。可以整理过去的事件，进行个别对话。可以跳过。

## 故事
1995年7月13日，全国各地的吊车尾小学生们汇聚成一个班级，通称为「干劲十足社团」。他们正在修学旅行途中的巴士内边观看恐怖电影，边沿途从东京前往镰仓。突然，一颗陨石从窗外坠落，下一秒，巴士被强烈的冲击卷入其中。
社团成员在海底游乐园“World's End Land”的内部醒来，并且手腕上被戴上了一只手环。这个游乐园原计划在前年开放，但计划取消后就被遗弃了。在那里，他们遇见了之前在车上所观看的电影的角色·皮洛佩，并宣布了“命运游戏”的开始。游戏内容是，只有完成手环上所写任务的赢家才能获得“魔法钥匙”，从出口逃离地底回到地面。在游戏进行过程中，未完成任务的成员被逐个投入到巨大机器人“泥人”的体内。最终，成员之一·雷乔成为赢家，获得了钥匙，但他没有去出口，而是将钥匙插入了机器人体内的钥匙孔，解救了所有被囚禁的成员，然后乘坐附近的潜水艇逃离了游乐园。
当潜水艇抵达某海岸，成员前往附近的商店街，却发现那里空无一人，犹如废墟一般。而在附近的横幅上，看到自己所处的位置实际上是离东京约1200公里远的鹿儿岛。为了回到东京，成员们决定齐心协力，展开这段冒险之旅。

## 登场人物

### 干劲十足社团
干劲十足社团的成员以“十二支”为主题。在故事中，情节会产生分歧，成员们也会分成两组前进。成员们在冒险中学会了特殊能力“伙伴技能”，并在行动部分中加以利用。"
雷乔（Reycho，配音員：上田丽奈（日語）；Margeret McDonald（英語））
主人公，在干劲十足社团中如领袖一般的男孩。平时很少说话。十二支的灵感来自“猴子”。伙伴技能“神投手（大力投手）”可以将物品投掷到较远的地方。
香草（Vanilla，配音員：茅野爱衣（日語）；Amanda Lee（英語））
身着白色连衣裙，拥有粉色长头发的女孩。
性格天真烂漫，说话有时会被成员忽略，但偶尔也展现出敏锐的直觉。十二支的灵感来自“兔子”。
丸才（Kansai，配音員：藤原夏海（日語）；Kira Vincent-Davis（英語））
说着关西方言的男孩。
自称领袖，对雷乔抱有竞争意识。热爱棒球，服装也带有着阪神虎队的形象。十二支的灵感来自“老虎”。
伙伴技能“龙卷打法”可以用球棒将对手击飞，并产生冲击波。
褚子（Chuko，配音員：菊池心（日語）；Brittney Karbowski（英語））
身材娇小的女孩。
常常对他人的发言进行反击，但也有傲娇的一面。不喜欢辛辣的食物。十二支的灵感来自“鼠”。
她的伙伴技能“火吹乙女”可以通过吃“カラムーチョ”，从口中喷出火焰，可以燃烧物品或融化冰块。
阿摩（Mowchan，配音員：松冈由贵（日語）；Juliet Simmons（英語））
肥胖的男孩。
性格温和。是个吃货，对食物很了解。十二支的灵感来自“牛”。
伙伴技能“铜头铁臂（钢铁厨师）”可以将身体变成钢铁，用以击退敌人或摧毁障碍物。
奈萝（Nyoro，配音員：真堂圭（日語）；Allison Sumrall（英語））
皮肤棕褐色、身材高挑的女孩。
作为著名科学家的女儿，她以逻辑思维著称。十二支的灵感来自“蛇”。
她的伙伴技能“超级天才（发明者）”可以在瞬间创造出发明品。
阿尼基（Aniki，配音員：赤羽根健治（日語）；Ty Mahany（英語））
香草的哥哥。
性格冷淡，避免与成员们互动，保持独立。十二支的灵感来自“马”。
伙伴技能“大地激震”可以通过猛击地面，在周围物体上造成冲击。
小裴（Pai，配音員：中原麻衣（日語）；Heidi Hinkel（英語））
体型稍微丰满的女孩。
说话口气温和，但充满了包容力。十二支的灵感来自“猪”。她的伙伴技能“无敌张圆”可以在周围建立护盾，保护自己免受飞来的攻击，并将其反弹。
达森（Tattsun，配音員：皆川纯子（日語）；Shannon Emerick（英語））
戴眼镜的男孩。
性格认真，但一提起超级英雄“电子战士”时会变得非常健谈。十二支的灵感来自“龙”。
伙伴技能“正义通电”能使他变身为电子战士的黑色版本，释放电击。此技能不仅能麻痹敌人，还能对装置施加电流效果。
波奇（Pochi，配音員：绪方惠美（日語）；Kalin Coates（英語））
前额被浏海遮挡的男孩。
性格内向，不太爱说话，总是玩着便携式游戏机。十二支的灵感来自“狗”。
珍妮（Jennu，配音員：丰口惠（日語）；Genevieve Simmons（英語））
身材高挑，外貌长得像男演员的女孩。
憧憬着“宝石冢剧团”，并希望未来能够加入。十二支的灵感来自“鸡”。
她的伙伴技能“天地反转”可以反转重力，让她能够在天花板上站立并移动。
负责设计的竹是宝冢歌剧团的狂热粉丝，在讨论中提到希望有一个宝塚粉丝的角色，因此由剧本作者打越钢太郎加入了这个角色。
由希（Yuki，配音員：南里侑香（日語）；Holly Segarra（英語））
从正在福冈的山道上行走的成员们的头顶上突然随着雪花落下来的女孩。
由于在失忆状态下，连自己名字都不记得，所以丸才给她起名为“由希”。由于没有目标，她接受了成员们的邀请，一同踏上了冒险之旅。十二支的灵感来自“羊”。

### 其他登场人物
派洛普（Pielope，配音員：钉宫理惠（日語）；Emily Neves（英語））
作为“命运游戏”的执行者出现在干劲十足社团面前的小丑模样的角色。用轻蔑的言辞挑衅对手。尽管在海底游乐场被小裴击败，但随后在地面上屡次出现，干扰着成员们的冒险过程。
教主（配音員：立花慎之介（日語））
在爱媛统领教徒崇拜MAIK的人。
尼扬（配音員：宫下荣治（日語））
丸才的棒球教练，也是他最崇拜的人。目前位于京都。
奈萝的父亲（配音員：藤沼建人（日語））
日本的天才科学家，研究人工智能。目前下落不明。
MAIK（配音員：钉宫理惠（日語））
操纵事件的幕后黑手。

## 开发
导演小高和打越分别参与了《弹丸论破》系列和《极限脱出》系列等命运游戏作品的制作。然而，为了在全球范围内，尤其是庞大的中国市场上发售，本作采取了无残酷表现的策略进行制作。故事情节方面，他们决定将故事设定为类似电影《小丑回魂》或《七宝奇谋》中少年少女的旅行故事背景。此外，还融入了电影《伴我同行》、游戏《地球冒险》以及动画《小老鼠历险记》的影像元素。虽然通常将打越和小高列为合作开发者，但实际上主导开发工作的是打越和中泽，小高在其中发表了自己的意见并扮演了重要角色。
如前所述，在发布之前的阶段，游戏被宣传为一款命运游戏作品。最初计划只提供游戏开头的命运游戏部分作为试玩版，旨在通过“当你以为是一款命运游戏时，却迎来了一场旅程”的情节展开，在用户中引起话题。然而，由于后来在Apple Arcade上发布软件时没有试玩版的设定，这一设想未能实现。值得注意的是，Nintendo Switch版本提供了试玩版，按照最初的构想，只提供了命运游戏部分的内容。
Switch版还将追加英文配音和收集要素。

## 漫画版
于《龙漫CORO-CORO Online》连载。作画是菊妻ヒロキ。故事情节基本按照原作进行。
- 『World's End Club 1』 2021年5月27日发售 ISBN 978-4-0914-3327-5

## 外部連結
- 官方网站